# 卢青根
卢青根是德国巴伐利亚州的一个市镇。总面积24.96平方公里，总人口979人，其中男性481人，女性498人（2011年12月31日），人口密度39人/平方公里。